# Rudolf Philippi (Historiker)
Rudolf Philippi (* 2. Dezember 1821 in Königsberg; † Mai 1897 in Wiesbaden) war ein preußischer Archivar und Historiker. 

## Leben
Rudolf war ein Sohn des Musiklehrers Karl Wilhelm Philippi und der Charlotte, geb. Bantau. Nach dem Besuch des Gymnasiums studierte er an der Albertus-Universität Königsberg Philosophie und Geschichte. In den Jahren 1855 bis 1864 war er Mitarbeiter der Neuen preußischen Provinzblätter. Erst nach 10 Jahren Mitarbeit im Königsberger Staatsarchiv wurde er dort auf Empfehlung Meckelburgs als Hilfsarbeiter angenommen und erhielt seit 1868 eine Remuneration. Im Jahr 1871 avancierte er zum etatsmäßigen Archivsekretär, im Sommer 1874 zum Archivar und im Winter desselben Jahres zum Staatsarchivar des Staatsarchivs in Königsberg. Philippi war seit 1876 korrespondierendes Mitglied der Gesellschaft für Geschichte und Altertumskunde der Ostseeprovinzen Russlands. 1882 schließlich wurde er Archivrat. Zu Beginn des Jahres 1887 wurde er, nachdem er bereits seit Oktober des Vorjahres beurlaubt worden war, pensioniert.

## Herausgeberschaften
- Simon Grunau's preussische Chronik im Auftrage des Vereins fưr die Geschichte von Ost- und Westpreussen, Leipzig 1876 (gemeinsam mit Max Perlbach und P. Wagner)
- Die preußischen Geschichtsschreiber des 16. und 17. Jahrhunderts. Leipzig 1876
- Die von der Marwitz in ihren Beziehungen zum Ordensstaate in Preußen. Königsberg 1880
- Freiherr Johann von Schwarzenberg in Preußen. Ein Beitrag zu seiner Biographie.   In: Zeitschrift des Westpreussischen Geschichtsvereins, Heft 1, Kafemann, Danzig 1880, S. 45–69  (Digitalisat).
- Preussisches Urkundenbuch, Politische Abteilung. Band 1, Königsberg 1882[3] (gemeinsam mit C. P. Woelky) (Digitalisat)
- Entwurf einer preußischen Literärgeschichte in vier Büchern. Mit einer Notiz über den Autor und sein Buch. Königsberg 1886 (Autor war Georg Christoph Pisanski (1725–1790))[4]